# Барт, Генрих
Иоганн Генрих Барт (нем. Johann Heinrich Barth; 16 февраля 1821[…], Гамбург — 25 ноября 1865[…], Берлин) — немецкий географ, историк и путешественник, исследователь африканского континента.

## Биография

### Ранние годы
Барт родился в Гамбурге в семье бизнесмена-мясозаводчика и получил хорошее образование в Берлинском университете, который закончил в 1844 году со степенью доктора истории. К этому моменту он уже посетил Италию и Сицилию, освоил итальянский язык и разработал план путешествия через страны Средиземного моря. Три года спустя он защитил диссертацию по географии и получил звание приват-доцента. 

### Путешествия
В начале 1840 года он учился в Берлинском университете под руководством таких известных учёных, как Александр фон Гумбольдт, Леопольд фон Ранке, Фридрих Шеллинг и Яков Гримм — всех, кто заложил основы географии и исторического исследования в современном смысле.
Изучив арабский язык в Лондоне, он отправился в путешествие в 1845 году. Из Танжера Барт прошел по суше всю Северную Африку. Также он пересек Египет, поднявшись по Нилу до Вади-Халфа и пересек пустыню, достигнув Береники. Во время этого путешествия он подвергся атаке грабителей-туарегов и был ранен.
Перейдя Синайский полуостров, он прошел Палестину, Сирию, Малую Азию и Грецию, везде изучая остатки древней культуры. В 1847 году он вернулся в Берлин.
В это время он стал приват-доцентом и был занят в подготовке к публикации его рассказа Wanderungen durch die Küstenländer des Mittelmeeres, которое появляется в 1849 году.
По настоянию Бунзена, прусского посла в Лондоне, и других ученых, Барт, вместе с Александром фон Гумбольдтом и прусским астрономом Адольфом Овервегом, были назначены коллегами Джеймса Ричардсона, исследователя Сахары, который был выбран Британским правительством для установления коммерческих отношений со странами Центрального и Западного Судана.
Группа покинула Триполи в 1850 году, но смерти Ричардсона (март 1851) и Овервега (сентябрь 1852) вынудили Барта продолжить миссию в одиночку. Доктор Барт был первым европейцем, кто посетил Адамаву в 1851 году. Он вернулся в Европу в сентябре 1855 года.
В дополнение к путешествиям через Сахару, Барт совершил переход от озера Чад на востоке через территорию султаната Багирми до Томбукту на западе и Камеруна на юге. По пути он тщательно изучал топографию, историю, цивилизации и языки стран, которые посещал.
В сентябре 1853 года Барт вошел в Томбукту. Его успех в качестве исследователя-историка Африки был основан на его терпеливом характере и образовании.

### Признание
Барт отличался от других исследователей колониального века, потому что интересовался историей и культурой Африки больше, чем возможностями их эксплуатации. Он тщательно документировал свои наблюдения и вел личный журнал, ставший бесценным источником информации о Судане XIX века. Хотя Барт и не был первым европейским исследователем, который уделял внимание местному фольклору, он стал первым, кто серьёзно применил к ней методологию исторического исследования.
Барт стал первым подлинно научным исследователем Западной Африки. Ранее такие путешественники, как Рене Кайе, Диксон Денгем и Хью Клаппертон не имели академических знаний. Барт же, по крайней мере, мог читать по-арабски и был способен самостоятельно исследовать историю некоторых регионов, в особенности империи Сонгай. В 1851 году он обнаружил рукопись «Королевской хроники», содержавшей историю средневековой империи Канем, занимавшей территорию совр. Чада, южной Ливии и восточного Нигера.
Предположительно, помимо арабского, он знал некоторые африканские языки. Он установил тесные отношения с рядом африканских ученых и правителей от Мухаммеда аль Амин аль Канеми в Борну через Катсину и Сокото до Томбукту, где его дружба с Ахмадом аль Баккай аль Кунти привела Барта к нему в дом и позволила получить защиту от попыток захватить его.
История путешествий Барта была написана и опубликована одновременно на английском и немецком языках под заголовком «Путешествия и открытия в Северной и Центральной Африке», которая рассматривалась одним из лучших произведений своего рода и времени. Книга появилась в библиографии Дарвина и до сих пор цитируется африканскими историками, поскольку она остаётся одной из главных научных работ по проблемам африканской культуры и истории Западной Африки.
Кроме титула Компаньона Ордена Бани, Барт не получил больше официального признания своих заслуг со стороны британского правительства.
Он вернулся в Германию, где подготовил коллекцию центральноафриканских словарей. В 1858 году он предпринял ещё одно путешествие, на этот раз в Малую Азию и в 1862 году посетил европейские провинции Турции. В следующем году он получил профессорскую степень по географии в Берлинском университете и стал президентом Географического общества. Тем не менее, ему было отказано в допуске в Прусскую академию наук, так как он утверждал, что «ничего не добился» в историографии и лингвистике.

### Смерть
25 ноября 1865 года, находясь в очередном путешествии по Македонии, Албании и Черногории, скончался от обострения язвы желудка.